# 14605 Хейєнчой
14605 Хейєнчой (14605 Hyeyeonchoi) — астероїд головного поясу, відкритий 26 вересня 1998 року.
Тіссеранів параметр щодо Юпітера — 3,604.